# عبد الكريم الخطابي ملحمة من ذهب ودم
"عبد الكريم الخطابي: ملحمة من ذهب ودم" هو عمل أدبي وتاريخي يوثّق حياة القائد المغربي محمد عبد الكريم الخطابي أحد أبرز رموز المقاومة في شمال إفريقيا خلال النصف الأول من القرن العشرين. يستعرض الكتاب جوانب من طفولته ونشأته الفكرية وتفاصيل معارك الريف الكبرى وخاصة معركة أنوال ثم تأسيس جمهورية الريف وتداعياتها السياسية وصولًا إلى نفيه إلى مصر ودوره في دعم حركات التحرر العربية.
يتميز العمل بسرد درامي وأسلوب تحليلي يجمع بين التوثيق التاريخي والطرح الرمزي حيث قدم الخطابي ليس فقط كقائد عسكري بل كرمز حضاري ومُلهم لمقاومة الاستعمار وتحرير الشعوب.

## الشخصيات الرئيسية
1. محمد عبد الكريم الخطابي البطل والمحور الأساسي وقائد ثورة الريف ومؤسس أول جمهورية مغربية مستقلة عرف بالصرامة والحنكة السياسية.
2. محمد عبد السلام الخطابي والده عالم دين وقاضٍ أثّر كثيرًا في تربية عبد الكريم وتعليمه.
3. محمد الخطابي (الأخ) ساعد في تنظيم القبائل وكان له دور قيادي في الدعم اللوجستي والسياسي.
4. الجنرال سيلفستر قائد القوات الإسبانية الذي خسر معركة أنوال شكلت هزيمته انعطافة في ميزان القوى.
5. القادة الريفيون المحليون مثل شيوخ قبائل بني ورياغل وبني عبد الله وبني توزين ساهموا في المقاومة وتشكيل الجمهورية.
6. الجنرال بيطار أحد القادة الفرنسيين الذين تصدوا لاحقًا للثورة الريفية.
7. الملك محمد الخامس (لاحقًا) لم يظهر في السياق الزمني للثورة مباشرة لكنه مثّل مرحلة ما بعد الاستعمار التي استفادت من إرث الخطابي.
8. زعماء التحرر العربي في القاهرة مثل الحبيب بورقيبة فرحات حشاد وصالح بن يوسف وآخرون شاركهم الخطابي في لجنة تحرير المغرب العربي.[3]

## ملخص سيرة
يروي الكتاب/المقال سيرة نضال عبد الكريم الخطابي منذ نشأته إلى غايته الكبرى في تأسيس كيان وطني حر بمنطقة الريف المغربية. بعد سنوات من التعليم والعمل في سلك القضاء تحت الاحتلال الإسباني يتجه الخطابي إلى تشكيل مقاومة مسلحة ضد التوسع الاستعماري.
الملحمة تصل ذروتها في معركة أنوال عام 1921 التي هزم فيها القوات الإسبانية مؤسسًا بعد ذلك جمهورية الريف. إلا أن التحالف الفرنسي-الإسباني سرعان ما تحرك عسكريًا لسحق الدولة الناشئة مما أجبر الخطابي على الاستسلام عام 1926.
ينتقل بعدها إلى النفي ثم إلى مصر حيث أعاد تنظيم جهوده سياسيًا عبر دعم حركات التحرر حتى وفاته عام 1963. يغلب على العمل الطابع البطولي الملحمي ويبرز القائد كرمز عربي وإسلامي للتحرر والمقاومة.

## المغزى:
الكتاب يسعى لتقديم نموذج قائد ثوري أصيل غير تابع لقوى أجنبية يؤمن بالحرية أكثر من السلطة وبالعدالة أكثر من العرش. يعكس الخطابي تطلع الشعوب المستعمَرة إلى التحرر ليس فقط من الاستعمار العسكري بل من الانقسام الداخلي والجهل والتخلف.
كما يسلط الضوء على أن المقاومة يمكن أن تكون حضارية قائمة على مشروع سياسي واقتصادي واضح كما فعل الخطابي في جمهورية الريف وليس فقط مجرد تمرّد مسلح.
المغزى العميق هو أن الحرية لا تُهدى بل تُنتزع بالدم والتخطيط والكرامة.

## النقد
حظي العمل النقدي حول سيرة عبد الكريم الخطابي بمكانة متميزة في الأوساط الأكاديمية والتاريخية العربية واعتُبر نموذجًا يُحتذى به في كتابة السير القومية والنضالية.

### نقاط القوة
- تقديم تاريخ محلي بمنظور عالمي.
- إبراز البعد الإنساني في شخصية قائد المقاومة.
- عرض تكتيكات عسكرية متطورة لحرب العصابات.
- ربط بين المقاومة المسلحة والمشروع الحضاري والسياسي.

### نقاط النقد
- بعض الأعمال أو المقالات تميل إلى تمجيد مفرط وتفتقد للحياد في عرض الانتقادات التي وُجّهت إليه.
- محدودية التوثيق الأوروبي المحايد في بعض الأحداث ما يجعل بعض التفاصيل عرضة للتضخيم أو التهويل.
- التركيز على الجانب البطولي أحيانًا يأتي على حساب تحليل الأبعاد الاقتصادية والاجتماعية لجمهورية الريف.